# Karol Kaczkowski

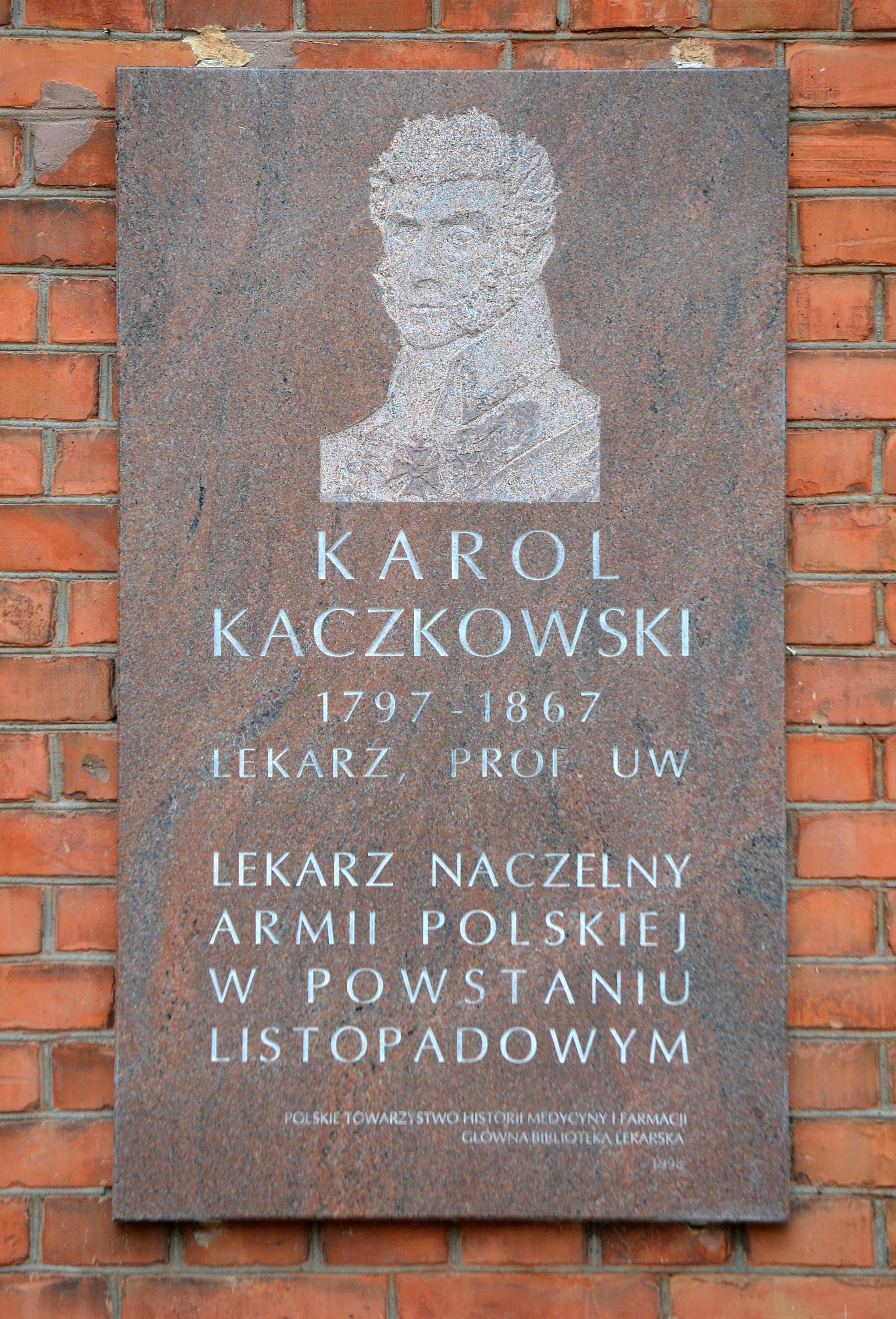
Tablica upamiętniająca Karola Kaczkowskiego przy ul. Jazdów 1A w Warszawie

Karol Maciej Kaczkowski (ur. 4 lutego 1797 w Warszawie, zm. 14 września 1867 w Chersoniu) – polski lekarz, profesor Uniwersytetu Warszawskiego, lekarz przyboczny księżnej łowickiej, pionier medycyny ratunkowej. W randze generała naczelny lekarz armii polskiej w powstaniu listopadowym.

## Życiorys
Urodził się w Warszawie w rodzinie por. Grzegorza Kaczkowskiego i Marii z domu Zielińskiej. Miał dwóch braci starszego Adama oraz młodszego Michała oraz siostrę Ewelinę. Rodzice w 1805 przenieśli się na wschód i Karol dorastał w Krzemieńcu, gdzie w latach 1805–1815 uczył się w Liceum Krzemienieckim. Studiował w Wilnie, gdzie związał się z filomatami, Zanem i Mickiewiczem. Należał do Promienistych. Na studiach wydawał pismo satyryczne „Verba veritatis”.
W 1821 ukończył studia broniąc się pracą doktorską o kołtunie i powrócił do Krzemieńca jako doktor medycyny, gdzie został wykładowcą w swym macierzystym Liceum Krzemienieckim. Rozpoczął wówczas także pracę naukową publikując na temat szczepień przeciwko ospie, higieny i zdrowia fizycznego. W 1824 został członkiem korespondentem Towarzystwa Naukowego Krakowskiego. W styczniu 1830 został profesorem Katedry Medycyny Praktycznej i Kliniki Terapeutycznej Królewskiego UW. Wystarał się u ministra skarbu, Franciszka Druckiego-Lubeckiego o budowę nowej siedziby wydziału, za co zdążył otrzymać order Świętego Stanisława, jednak sama inwestycja został przerwana przez wybuch powstania listopadowego.
Po wybuchu powstania, 6. lutego mianowany generałem sztabslekarzem armii Królestwa. Powoływał do służby lekarzy i studentów cywilnych swego wydziału. Przed bitwą o Olszynkę Grochowską organizował nowoczesną służbę sanitarną w tym noszowych działających na polu bitwy (określanych przez niego jako brankardierzy), którzy ewakuowali rannych do lazaretów. Opiekę zapewniano także rannym rosyjskim, którymi opiekowali się rosyjskojęzyczni felczerzy. Po bitwie pod Iganiami organizował działania przeciwko przywleczonej przez armię rosyjską epidemii cholery, izolując chorych od pozostałych rannych. Własne praktyki propagował w formie zaleceń i okólników dla lekarzy wojskowych – m.in. dezynfekcję przy pomocy chlorku wapnia. W czasie epidemii zorganizował szpitale choleryczne, m.in. w Mieni i Warszawie. Ranny w czasie oblężenia Warszawy, 25 września 1831 roku odznaczony Krzyżem Kawalerskim Orderu Virtuti Militari.
Po upadku powstania wyjechał najpierw do Elbląga, gdzie zaangażował się w zwalczanie cholery. Następnie osiadł we Lwowie. Mieszkał także w Berdyczowie i Żytomierzu. Był jednym z autorów haseł do 28 tomowej Encyklopedii Powszechnej Orgelbranda z lat 1859–1868. Jego nazwisko wymienione jest w I tomie z 1859 roku wśród twórców encyklopedii.
Po wybuchu powstania styczniowego mimo podeszłego wieku został zesłany z Odessy, gdzie przebywał na leczeniu, do Wałujek w gubernii woroneskiej. Wiosną 1867 uzyskał pozwolenie opuszczenia gubernii pod warunkiem stałego zamieszkania w Chersoniu, dokąd przybył w lipcu i zmarł we wrześniu tegoż roku.

## Wybrane prace
- Plan lekcyj higieny, czyli nauki zachowania zdrowia mającej się wykładać po szkołach publicznych, Warszawa 1826
- Dziennik podróży do Krymu odbytej przez Karola Kaczkowskiego Dra med., Warszawa 1829
- O używaniu preparatów chloru przeciw zarazom i szkodliwym wyziewom, Warszawa 1831
- O wpływie klimatu, płci, wieku i temperamentów na zdrowie człowieka, Lwów 1833
- O wpływach ciała i umysłu na zdrowie ludzkie, Wilno 1844, „Athenaeum”
- O przepisach wychowania w wieku niemowlęcym, dziecinnym i młodzieńczym, Wilno 1845, „Athenaeum”

## Upamiętnienie
- 31 marca 1927 Minister Spraw Wojskowych nadał imię Generała lekarza Karola Kaczkowskiego 1 batalionowi sanitarnemu w Warszawie[21].
- 8 maja 1927 z okazji IV Międzynarodowego Kongresu Medycyny i Farmacji Wojskowej w Warszawie Poczta Polska wprowadziła do biegu serię 3 znaczków (numery katalogowe 230–232) z wizerunkiem gen. Karola Kaczkowskiego[22].
- Jego imię nosi Wojskowy Instytut Higieny i Epidemiologii. Znajduje się tam pomnik w formie obelisku z medalionem, odsłonięty w 1960 r. po przeniesieniu z terenu dawnego szpitala Szkoły Podchorążych Sanitarnych przy ul. Powązkowskiej, gdzie odsłonięto go 25 lutego 1931 fundacją 1. Batalionu Sanitarnego w setną rocznicę bitwy grochowskiej, po wojnie zapomniany[23].
- Tablica pamiątkowa przy ul. Jazdów 1A w Warszawie.
- Od 2004 roku gen. Kaczkowskiego upamiętnia głaz z tablicą pamiątkową w Alei Chwały pomnika bitwy pod Grochowem[7].